# Le Retour de baptême d'après Le Nain
Le Retour de baptême d'après Le Nain est un tableau réalisé par le peintre espagnol Pablo Picasso durant l'automne 1917 à Montrouge. Cette huile sur toile est une variation sur le thème de La Famille heureuse de Louis Le Nain. Elle est conservée au musée national Picasso-Paris.

## Expositions
- Apollinaire, le regard du poète, musée de l'Orangerie, Paris, 2016 — n°203.
- Les Louvre de Pablo Picasso, Louvre-Lens, 13 octobre 2021-31 janvier 2022[1]